# 欧阳毅
欧阳毅（1910年4月1日—2005年6月12日），中国人民解放军中将，1955年获一级八一勋章、一级独立自由勋章、一级解放勋章，1988年获一级红星功勋荣誉章。